# Гадз, Пётр Иванович
Пётр Иванович Гадз (укр. Петро Іванович Гадз; род. 21 августа 1960, с. Зелёная, Тернопольская область) — председатель наблюдательного совета общества «Бучачагрохлебпром» (Тернопольская область), заместитель председателя Аграрного союза Украины. Герой Украины (2012).
Депутат Бучачского районного совета (Аграрная партия Украины), член Постоянной комиссии по вопросам агропромышленного комплекса и земельных отношений.

## Государственные награды
- Звание Герой Украины с вручением ордена Державы (24 августа 2012 года) — за выдающиеся личные заслуги перед Украинским государством в развитии сельскохозяйственного производства, внедрение прогрессивных технологий и современных форм хозяйствования, многолетний самоотверженный труд[3]
- Знак отличия Президента Украины — юбилейная медаль «20 лет независимости Украины» (27 июня 2012 года)[4]
- Заслуженный работник сельского хозяйства Украины (26 июня 2008 года)[5]